# برخیز
بلند شو (انگلیسی: Get on Up) فیلمی در ژانر درام و زندگینامه‌ای به کارگردانی تیت تیلور است که در سال ۲۰۱۴ منتشر شد.

## بازیگران
- چادویک بوزمن
- کریگ رابینسون
- دن اکروید
- جیل اسکات
- جاش هاپکینز
- کیت رابینسون
- لنی جیمز
- نلسون الیس
- نیک اورسمن
- اکتاویا اسپنسر
- تیکا سومپتر
- وایولا دیویس